# Rechtsanwaltsvergütung
Als Rechtsanwaltsvergütung bezeichnet man in Deutschland das Entgelt für das Tätigwerden eines Rechtsanwalts. Die Vergütung setzt sich aus Gebühren und Auslagen zusammen. Die Gebühren korrespondieren mit der Arbeitsleistung des Rechtsanwalts, die Auslagen decken bestimmte sächliche Aufwendungen des Anwalts ab.
Die Rechtsanwaltsvergütung ist im Rechtsanwaltsvergütungsgesetz (RVG) vom 5. Mai 2004 (BGBl I S. 717, 788) geregelt. Zuvor galt bis zum 30. Juni 2004 die Bundesrechtsanwaltsgebührenordnung (BRAGO).
Die Gebühren des Anwalts richten sich vielfach nach dem Gegenstandswert (§ 2 Abs. 1 RVG).
Der Rechtsanwalt kann mit seinem Mandanten unter bestimmten Voraussetzungen vereinbaren, dass die Gebühr höher oder niedriger als die gesetzliche Gebühr ist (Vergütungsvereinbarung, § 3a RVG und Gebührenvereinbarung, § 34, § 4 RVG). In Betracht kommen insbesondere die Vereinbarung eines Zeithonorars mit einem bestimmten Stundensatz, die Vereinbarung einer Pauschale oder ein vom Erfolg abhängiges Honorar (§ 4a RVG). Für die Abweichung von der gesetzlichen Gebühr schreibt § 3a Abs. 1 RVG die Textform und inhaltliche Erfordernisse vor. Für die praktische Umsetzung stehen unter anderem sogenannten Honorarscheine zur Verfügung.
Auslagen des Rechtsanwalts können zum Beispiel sein:
- Post- und Telekommunikationskosten (werden meist pauschal in Rechnung gestellt)
- Besondere Bürokosten (umfangreiche Kopien, die nicht von einer Pauschale umfasst werden)
- Reisekosten des Rechtsanwalts
- Kosten, welche bei Dritten anfallen:
  - Gebühren von Behörden (z. B. Antragsgebühren, Gebühren für Aktenübersendung, Kopienfertigungen oder Anschriftenermittlungen bei Einwohnermeldeämtern)
  - Gerichtsgebühren
  - Gebühren von Gerichtsvollziehern

Zu unterscheiden ist weiter, ob der Rechtsanwalt selbst Leistungsempfänger und somit Schuldner der Gebühr war oder ob er lediglich eine Zahlung für seinen selbst zahlungspflichtigen Mandanten vorgenommen hat (z. B. Gerichtsgebühren). Im ersten Fall hat der Anwalt regelmäßig auf die Auslagen (Nettobeträge) noch die geltende Mehrwertsteuer in Rechnung zu stellen, während im zweiten Fall die Bruttobeträge ohne anwaltliche Mehrwertsteuer eingefordert werden müssen. In der Systematik und Sprachweise des RVG wird auch die vom Rechtsanwalt berechnete Mehrwertsteuer zu den Auslagen gezählt.
Unter den gesetzlichen Voraussetzungen können bedürftige Mandanten Beratungs- und Prozesskostenhilfe in Anspruch nehmen.